# Malualkon
Malualkon este un oraș în Bahr el Ghazal, Sudanul de Sud.